# Толмачево (Иркутская область)
Толмачево (также Толмачёва) — упразднённый населённый пункт в Зиминском районе Иркутской области на территории Зулумайского сельского поселения.

## История
Населённый пункт основан в 1918 году. В 1920—1930-е годы посёлок Толмачёвский в составе Новоникольского сельсовета Зиминского района. По данным переписи 1926 года, насчитывалось 15 хозяйств, проживало 79 человека (45 мужчин и 34 женщины).
По данным на 1966 год, населённый пункт входил в состав Батаминского сельсовета.
На топографической карте Генштаба СССР 1984 года населённый пункт Толмачева отмечен как нежилой. На 2004 год населённый пункт упоминается в документах как «бывшая деревня Толмачево», на 2014 — как урочище.

## Память
12 июля 2016 года в селе Басалаевка был установлен поклонный крест в память об исчезнувших населённых пунктах Толмачево, а также Голтэй 1-й, Голтэй 2-й, Кувардинск, Ленковский, Междугранки, Тамаринский и их жителях, похороненных на заброшенных кладбищах.